# Folleville (Eure)
Folleville és un municipi francès situat al departament de l'Eure i a la regió de Normandia. L'any 2007 tenia 186 habitants.

## Demografia

### Població
El 2007 la població de fet de Folleville era de 186 persones. Hi havia 72 famílies, de les quals 20 eren unipersonals (16 homes vivint sols i 4 dones vivint soles), 24 parelles sense fills, 16 parelles amb fills i 12 famílies monoparentals amb fills.
La població ha evolucionat segons el següent gràfic:
Habitants censats

### Habitatges
El 2007 hi havia 85 habitatges, 78 eren l'habitatge principal de la família, 6 eren segones residències i 1 estava desocupat. Tots els 85 habitatges eren cases. Dels 78 habitatges principals, 70 estaven ocupats pels seus propietaris i 7 estaven llogats i ocupats pels llogaters; 3 tenien dues cambres, 18 en tenien tres, 21 en tenien quatre i 35 en tenien cinc o més. 11 habitatges disposaven pel capbaix d'una plaça de pàrquing. A 40 habitatges hi havia un automòbil i a 33 n'hi havia dos o més.

### Piràmide de població
La piràmide de població per edats i sexe el 2009 era:
| Homes | Edats   | Dones |
| ----- | ------- | ----- |
| 0     | 95 o +  | 0     |
| 0     | 90 a 94 | 0     |
| 0     | 85 a 89 | 0     |
| 0     | 80 a 84 | 0     |
| 0     | 75 a 79 | 0     |
| 8     | 70 a 74 | 0     |
| 16    | 65 a 69 | 24    |
| 4     | 60 a 64 | 4     |
| 0     | 55 a 59 | 4     |
| 8     | 50 a 54 | 0     |
| 4     | 45 a 49 | 8     |
| 0     | 40 a 44 | 12    |
| 4     | 35 a 39 | 8     |
| 8     | 30 a 34 | 4     |
| 16    | 25 a 29 | 4     |
| 8     | 20 a 24 | 0     |
| 1     | 15 a 19 | 0     |
| 0     | 10 a 14 | 0     |
| 16    | 5 a 9   | 4     |
| 8     | 0 a 4   | 0     |

## Economia
El 2007 la població en edat de treballar era de 112 persones, 82 eren actives i 30 eren inactives. De les 82 persones actives 75 estaven ocupades (43 homes i 32 dones) i 7 estaven aturades (2 homes i 5 dones). De les 30 persones inactives 12 estaven jubilades, 5 estaven estudiant i 13 estaven classificades com a «altres inactius».

### Ingressos
El 2009 a Folleville hi havia 77 unitats fiscals que integraven 202 persones, la mediana anual d'ingressos fiscals per persona era de 16.376 €.

### Activitats econòmiques
Dels 5 establiments que hi havia el 2007, 1 era d'una empresa de construcció, 1 d'una empresa de comerç i reparació d'automòbils, 1 d'una empresa d'hostatgeria i restauració i 2 d'empreses immobiliàries.
Dels 3 establiments de servei als particulars que hi havia el 2009, 1 era un taller de reparació d'automòbils i de material agrícola, 1 restaurant i 1 agència immobiliària.
L'any 2000 a Folleville hi havia 7 explotacions agrícoles que ocupaven un total de 228 hectàrees.

## Equipaments sanitaris i escolars
El 2009 hi havia una escola elemental integrada dins d'un grup escolar amb les comunes properes formant una escola dispersa.

## Poblacions més properes
El següent diagrama mostra les poblacions més properes.